# Trichostomum apophysatulum
Trichostomum apophysatulum är en bladmossart som beskrevs av Theodor Carl Karl Julius Herzog 1916. Trichostomum apophysatulum ingår i släktet lansettmossor, och familjen Pottiaceae. Inga underarter finns listade i Catalogue of Life.